# Dorcadion nobile
Dorcadion nobile is een keversoort uit de familie van de boktorren (Cerambycidae). De wetenschappelijke naam van de soort werd voor het eerst geldig gepubliceerd in 1852 door Clemens Hampe.